# Ljudmila Korobova
Ljudmila Korobova (in russo Людмила Коробова?; Čeljabinsk, 15 maggio 1942) è un'ex nuotatrice sovietica, che ha partecipato alle Olimpiadi di Roma 1960, gareggiando nei 200m rana e nella Staffetta 4x200m mista.